# St-Pierre (Aizier)

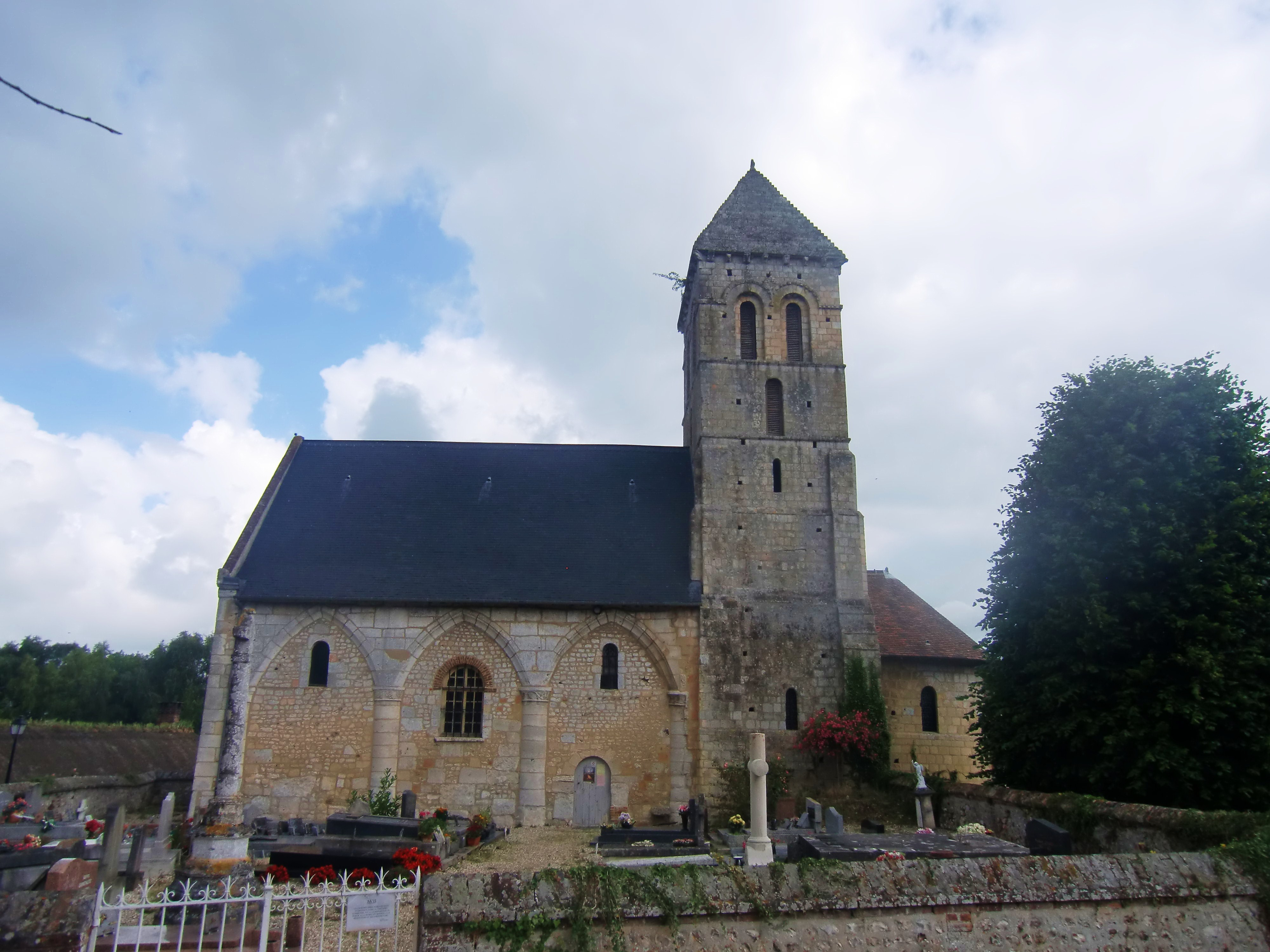
St.-Pierre in Aizier

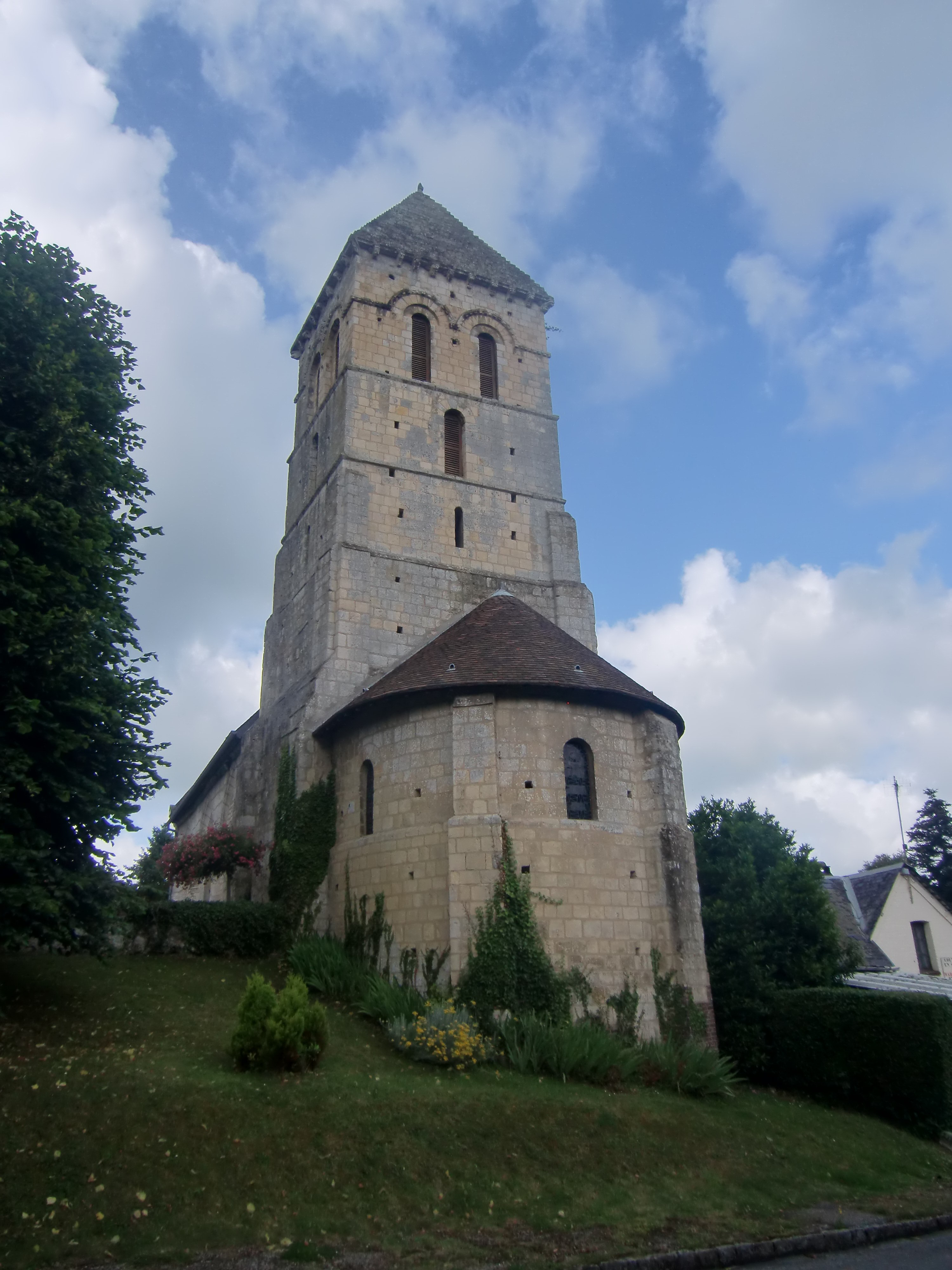
Apsis und Turm

Die römisch-katholische Kirche St-Pierre in Aizier, einer französischen Gemeinde im Département Eure in der Region Normandie, wurde im 11. Jahrhundert errichtet. Die romanische Pfarrkirche ist seit 1913 ein geschütztes Baudenkmal (Monument historique).

## Beschreibung
Die dem Apostel Petrus geweihte Kirche wurde im Jahr 1006 von Herzog Richard II. der Abtei Fécamp geschenkt. Diese ließ Ende des 11. Jahrhunderts den Chor und den Turm errichten. Das Chorhaupt wird von zwei flachen Strebepfeilern verstärkt, es ist von drei Fensteröffnungen durchbrochen und wird von einer Halbkuppel gedeckt. Über dem Chorjoch erhebt sich auf rechteckigem Grundriss der Chorturm, dessen Längsseite in Nord-Süd-Richtung verläuft. Der fünfstöckige Turm ist nach oben Stockwerk für Stockwerk zurückgestuft. Die Stockwerke werden durch schmale Bänder gegliedert. Die drei unteren Geschosse werden an den Ecken durch Strebepfeiler verstärkt. Nach oben nimmt die Zahl der Öffnungen und die Ausschmückung zu, wodurch der Eindruck einer Aufwärtsbewegung entsteht. Am obersten Stockwerk verläuft über den schmucklosen Fenstern ein Rollenfries. Die Turmspitze besteht aus einer flach abgetreppten Pyramide, deren Kranzgesims von Konsolen getragen wird. Das Langhaus entstand im Wesentlichen im 16. Jahrhundert, das nördliche Seitenschiff wurde 1695 verkürzt und das südliche im 19. Jahrhundert abgerissen.
Der Pierre Trouée von Aizier ist ein Lochstein, der seit 1976 in Sichtweite der Tancarville-Brücke am Ufer der Seine nahe der Kirche steht.